# مارك جاكسون (لاعب كرة قدم أمريكية)
مارك جاكسون (بالإنجليزية: Mark Jackson)‏ هو لاعب كرة قدم أمريكية ولاعب كرة قدم كندية أمريكي، ولد في 12 يونيو 1954 في كارلسباد في الولايات المتحدة.

## وصلات خارجية
- مارك جاكسون على موقع JustSportsStats.com (الإنجليزية)
- مارك جاكسون على موقع كلية كرة القدم في سبورتس رفرنس.كوم (الإنجليزية)